# Biederitz
Biederitz es un municipio situado en el distrito de Jerichower Land, en el estado federado de Sajonia-Anhalt (Alemania), a una altitud de 45 metros. Su población a finales de 2015 era de unos 8500 habitantes y su densidad poblacional, 220 hab/km².